# On My One (album)
On My One è il terzo album in studio del musicista rock inglese Jake Bugg. È uscito il 17 giugno 2016.
Il primo singolo, Gimme the Love, ha debuttato su BBC Radio 1 il 25 febbraio 2016.

## Tracce
1. On My One – 2:15
2. Gimme the Love – 3:02
3. Love, Hope and Misery – 4:00
4. The Love We're Hoping For – 3:08
5. Put Out the Fire – 2:17
6. Never Wanna Dance – 3:31
7. Bitter Salt – 3:07
8. Ain't No Rhyme – 3:23
9. Livin' Up Country – 2:58
10. All That – 2:42
11. Hold on You – 3:02

Durata totale: 33:25